# Das A-Team/Episodenliste
Diese Episodenliste enthält alle Episoden der US-amerikanischen Fernsehserie Das A-Team, sortiert nach der US-amerikanischen Erstausstrahlung. Zwischen 1983 und 1987 entstanden in fünf Staffeln insgesamt 98 Episoden.

## Staffel 1
Die erste Staffel wurde vom 23. Januar bis zum 10. Mai 1983 auf dem US-amerikanischen Fernsehsender NBC ausgestrahlt. Die deutschsprachige Erstausstrahlung erfolgte auf den Sendern Das Erste, vom 12. März bis zum 23. April 1987, und RTLplus, vom 10. Mai bis zum 1. Juni 1990.
| Nr. (ges.) | Nr. (St.) | Deutscher Titel              | Originaltitel                        | Erstausstrahlung USA | Deutschsprachige Erstausstrahlung (D) | Regie                | Drehbuch                                                                 | Sender      |
| ---------- | --------- | ---------------------------- | ------------------------------------ | -------------------- | ------------------------------------- | -------------------- | ------------------------------------------------------------------------ | ----------- |
| 1          | 1         | Verschollen in Mexiko (1)    | Mexican Slayride (1)                 | 23. Jan. 1983        | 10. Mai 1990                          | Rod Holcomb          | Frank Lupo Stephen J. Cannell                                            | (RTLplus)   |
| 2          | 2         | Verschollen in Mexiko (2)    | Mexican Slayride (2)                 | 23. Jan. 1983        | 10. Mai 1990                          | Rod Holcomb          | Frank Lupo Stephen J. Cannell                                            | (RTLplus)   |
| 3          | 3         | Fegefeuer                    | Children Of Jamestown                | 30. Jan. 1983        | 18. Mai 1990                          | Christian I. Nyby II | Stephen J. Cannell                                                       | (RTLplus)   |
| 4          | 4         | Auf Leben und Tod            | Pros And Cons                        | 8. Feb. 1983         | 11. Mai 1990                          | Ron Satlof           | Stephen J. Cannell                                                       | (RTLplus)   |
| 5          | 5         | Wölfe in Uniform             | A Small And Deadly War               | 15. Feb. 1983        | 9. Apr. 1987                          | Ron Satlof           | Frank Lupo                                                               | (Das Erste) |
| 6          | 6         | Blutsbande                   | Black Day At Bad Rock                | 22. Feb. 1983        | 16. Apr. 1987                         | Christian I. Nyby II | Patrick Hasburgh                                                         | (Das Erste) |
| 7          | 7         | Ein todsicheres System       | The Rabbit Who Ate Las Vegas         | 1. März 1983         | 2. Apr. 1987                          | Bruce Kessler        | Frank Lupo                                                               | (Das Erste) |
| 8          | 8         | Müllaktion in Manhattan      | The Out-of-Towners                   | 15. März 1983        | 6. Okt. 1987                          | Chuck Bowman         | Frank Lupo                                                               | (Das Erste) |
| 9          | 9         | Bruchlandung                 | Holiday In The Hills                 | 22. März 1983        | 26. März 1987                         | Arnold Laven         | Babs Greyhosky                                                           | (Das Erste) |
| 10         | 10        | Reife Melonen                | West Coast Turnaround                | 5. Apr. 1983         | 12. März 1987                         | Guy Magar            | Schauspiel: Stephen J. Cannell Patrick Hasburgh Handlung: Babs Greyhosky | (Das Erste) |
| 11         | 11        | Ein bißchen mehr Zeit        | One More Time                        | 12. Apr. 1983        | 26. Mai 1990                          | Arnold Laven         | Schauspiel: Frank Lupo Patrick Hasburgh Handlung: Babs Greyhosky         | (RTLplus)   |
| 12         | 12        | Bis daß der Tod uns scheidet | Till Death Do Us Part                | 19. Apr. 1983        | 19. März 1987                         | Guy Magar            | Babs Greyhosky                                                           | (Das Erste) |
| 13         | 13        | Lösegeld für einen Jumbo     | The Beast From The Belly Of A Boeing | 3. Mai 1983          | 23. Apr. 1987                         | Ron Satlof           | Patrick Hasburgh                                                         | (Das Erste) |
| 14         | 14        | Ärger im vierten Monat       | A Nice Place To Visit                | 10. Mai 1983         | 1. Juni 1990                          | Bernard McEveety     | Frank Lupo                                                               | (RTLplus)   |

## Staffel 2
Die zweite Staffel wurde vom 20. September 1983 bis zum 15. Mai 1984 auf dem US-amerikanischen Fernsehsender NBC ausgestrahlt. Die deutschsprachige Erstausstrahlung erfolgte auf den Sendern Das Erste, vom 30. April bis zum 8. September 1987, und RTLplus, vom 8. Juni bis zum 5. November 1990.
| Nr. (ges.) | Nr. (St.) | Deutscher Titel               | Originaltitel                          | Erstausstrahlung USA | Deutschsprachige Erstausstrahlung (D) | Regie                | Drehbuch                                                        | Sender      |
| ---------- | --------- | ----------------------------- | -------------------------------------- | -------------------- | ------------------------------------- | -------------------- | --------------------------------------------------------------- | ----------- |
| 15         | 1         | Diamantenfieber               | Diamonds ‘n Dust                       | 20. Sep. 1983        | 10. Sep. 1990                         | Ron Satlof           | Patrick Hasburgh                                                | (RTLplus)   |
| 16         | 2         | Der singende Golfball         | Recipe For Heavy Bread                 | 27. Sep. 1983        | 6. Juli 1990                          | Bernard McEveety     | Stephen J. Cannell                                              | (RTLplus)   |
| 17         | 3         | Zwei Nonnen zuviel            | The Only Church In Town                | 11. Okt. 1983        | 15. Juni 1990                         | Christian I. Nyby II | Babs Greyhosky                                                  | (RTLplus)   |
| 18         | 4         | Marias Mutter                 | Bad Time On The Border                 | 18. Okt. 1983        | 30. Apr. 1987                         | Bruce Kessler        | Richard Christian Matheson Thomas E. Szollosi                   | (Das Erste) |
| 19         | 5         | Wilde Mustangs                | When You Coming Back, Range Rider? (1) | 25. Okt. 1983        | 7. Mai 1987                           | Christian I. Nyby II | Frank Lupo                                                      | (Das Erste) |
| 20         | 6         | Der Retter der Prärie         | When You Coming Back, Range Rider? (2) | 25. Okt. 1983        | 14. Mai 1987                          | Christian I. Nyby II | Frank Lupo                                                      | (Das Erste) |
| 21         | 7         | Karambolagen                  | The Taxicab Wars                       | 1. Nov. 1983         | 21. Mai 1987                          | Gilbert M. Shilton   | Stephen J. Cannell                                              | (Das Erste) |
| 22         | 8         | Arbeitskampf                  | Labor Pains                            | 8. Nov. 1983         | 13. Juli 1990                         | Arnold Laven         | Richard Christian Matheson Thomas E. Szollosi                   | (RTLplus)   |
| 23         | 9         | Garbers letzter Fang          | There’s Always A Catch                 | 15. Nov. 1983        | 29. Juni 1990                         | Ron Satlof           | Richard Christian Matheson Thomas E. Szollosi                   | (RTLplus)   |
| 24         | 10        | Wasserspiele                  | Water, Water Everywhere                | 22. Nov. 1983        | 22. Juni 1990                         | Sidney Hayers        | Schauspiel: Jo Swerling Jr. Sidney Ellis Handlung: Sidney Ellis | (RTLplus)   |
| 25         | 11        | Auf Sand gebaut               | Steel                                  | 29. Nov. 1983        | 27. Juli 1990                         | Gilbert M. Shilton   | Frank Lupo                                                      | (RTLplus)   |
| 26         | 12        | Gut gewählt ist halb gemordet | The White Ballot                       | 6. Dez. 1983         | 10. Aug. 1990                         | Dennis Donnelly      | Jeff Ray                                                        | (RTLplus)   |
| 27         | 13        | Die Malteser Kuh              | The Maltese Cow                        | 13. Dez. 1983        | 4. Juli 1990                          | Dennis Donnelly      | Richard Christian Matheson Thomas E. Szollosi                   | (RTLplus)   |
| 28         | 14        | Grenzschiebereien             | In Plane Sight                         | 3. Jan. 1984         | 11. Juni 1987                         | Tony Mordente        | Babs Greyhosky                                                  | (Das Erste) |
| 29         | 15        | Die neue Dame                 | The Battle Of Bel-Air                  | 10. Jan. 1984        | 15. Okt. 1990                         | Gilbert M. Shilton   | Frank Lupo                                                      | (RTLplus)   |
| 30         | 16        | Scheingefechte                | Say It With Bullets                    | 17. Jan. 1984        | 28. Okt. 1990                         | Dennis Donnelly      | Richard Christian Matheson Thomas E. Szollosi                   | (RTLplus)   |
| 31         | 17        | Schwarzbrenner                | Pure-dee Poison                        | 31. Jan. 1984        | 4. Juni 1987                          | Dennis Donnelly      | Allan Cole Chris Bunch                                          | (Das Erste) |
| 32         | 18        | Skorpione                     | It’s A Desert Out There                | 7. Feb. 1984         | 22. Okt. 1990                         | Arnold Laven         | Bruce Cervi                                                     | (RTLplus)   |
| 33         | 19        | Gebrauchtwagenhandel          | Chopping Spree                         | 14. Feb. 1984        | 8. Sep. 1987                          | Michael O’Herlihy    | Stephen Katz                                                    | (Das Erste) |
| 34         | 20        | Ein Kinderspiel               | Harder Than It Looks                   | 21. Feb. 1984        | 3. Aug. 1990                          | Ivan Dixon           | Babs Greyhosky                                                  | (RTLplus)   |
| 35         | 21        | Überlebenstraining            | Deadly Maneuvers                       | 28. Feb. 1984        | 29. Okt. 1990                         | Mike Vejar           | Richard Christian Matheson Thomas E. Szollosi                   | (RTLplus)   |
| 36         | 22        | Brennende Gemeinde            | Semi-friendly Persuasion               | 8. Mai 1984          | 8. Juni 1990                          | Craig R. Baxley      | Danny Lee Cole                                                  | (RTLplus)   |
| 37         | 23        | Das Spiel ist aus             | Curtain Call                           | 15. Mai 1984         | 5. Nov. 1990                          | Dennis Donnelly      | Stephen Katz                                                    | (RTLplus)   |

## Staffel 3
Die dritte Staffel wurde vom 25. September 1984 bis zum 14. Mai 1985 auf dem US-amerikanischen Fernsehsender NBC ausgestrahlt. Die deutschsprachige Erstausstrahlung erfolgte auf den Sendern Das Erste, vom 15. September bis zum 8. Dezember 1987, und RTLplus, vom 12. November 1990 bis zum 11. Februar 1991.
| Nr. (ges.) | Nr. (St.) | Deutscher Titel                       | Originaltitel             | Erstausstrahlung USA | Deutschsprachige Erstausstrahlung (D) | Regie             | Drehbuch                      | Sender      |
| ---------- | --------- | ------------------------------------- | ------------------------- | -------------------- | ------------------------------------- | ----------------- | ----------------------------- | ----------- |
| 38         | 1         | Schatten im Sonnenparadies            | Bullets And Bikinis       | 18. Sep. 1984        | 12. Nov. 1990                         | Dennis Donnelly   | Mark Jones                    | (RTLplus)   |
| 39         | 2         | Die versunkene Stadt (1)              | The Bend In The River (1) | 25. Sep. 1984        | 19. Nov. 1990                         | Michael O’Herlihy | Stephen J. Cannell Frank Lupo | (RTLplus)   |
| 40         | 3         | Die versunkene Stadt (2)              | The Bend In The River (2) | 25. Sep. 1984        | 26. Nov. 1990                         | Michael O’Herlihy | Stephen J. Cannell Frank Lupo | (RTLplus)   |
| 41         | 4         | Feueralarm                            | Fire                      | 2. Okt. 1984         | 29. Sep. 1987                         | Tony Mordente     | Stephen Katz                  | (Das Erste) |
| 42         | 5         | Der Herr des Waldes                   | Timber!                   | 16. Okt. 1984        | 3. Dez. 1990                          | David Hemmings    | Jeff Ray                      | (RTLplus)   |
| 43         | 6         | Der Kronzeuge                         | Double Heat               | 23. Okt. 1984        | 20. Okt. 1987                         | Craig R. Baxley   | Stephen Katz                  | (Das Erste) |
| 44         | 7         | Ärger auf Rädern                      | Trouble On Wheels         | 30. Okt. 1984        | 10. Dez. 1990                         | Michael O’Herlihy | Mark Jones                    | (RTLplus)   |
| 45         | 8         | Drogen und Krokodile                  | The Island                | 13. Nov. 1984        | 17. Dez. 1990                         | Michael O’Herlihy | Mark Jones                    | (RTLplus)   |
| 46         | 9         | Plagiatoren                           | Showdown!                 | 20. Nov. 1984        | 13. Okt. 1987                         | James Fargo       | Milt Rosen                    | (Das Erste) |
| 47         | 10        | Die Auferstehung des toten Ingenieurs | Sheriffs Of Rivertown     | 27. Nov. 1984        | 2. Jan. 1991                          | Dennis Donnelly   | Mark Jones                    | (RTLplus)   |
| 48         | 11        | Liederzirkus                          | The Bells Of St. Mary’s   | 4. Dez. 1984         | 22. Sep. 1987                         | Dennis Donnelly   | Stephen J. Cannell            | (Das Erste) |
| 49         | 12        | Haute Couture                         | Hot Styles                | 11. Dez. 1984        | 27. Okt. 1987                         | Tony Mordente     | Stephen Katz                  | (Das Erste) |
| 50         | 13        | Die 100.000-Dollar-Frau               | Breakout!                 | 18. Dez. 1984        | 9. Jan. 1991                          | Dennis Donnelly   | Stephen Katz Mark Jones       | (RTLplus)   |
| 51         | 14        | Heiße Küche                           | Cup A’ Joe                | 8. Jan. 1985         | 15. Sep. 1987                         | Craig R. Baxley   | Dennis O’Keefe III            | (Das Erste) |
| 52         | 15        | Geldhaie                              | The Big Squeeze           | 15. Jan. 1985        | 12. Jan. 1991                         | Arnold Laven      | Stephen J. Cannell            | (RTLplus)   |
| 53         | 16        | Boxkämpfe                             | Champ!                    | 22. Jan. 1985        | 3. Nov. 1987                          | Michael O’Herlihy | Stephen Katz                  | (Das Erste) |
| 54         | 17        | Elfenbein aus Kenia                   | Skins                     | 29. Jan. 1985        | 10. Nov. 1987                         | Dennis Donnelly   | Mark Jones                    | (Das Erste) |
| 55         | 18        | Roulette auf Rädern                   | Road Games                | 5. Feb. 1985         | 17. Nov. 1987                         | Dennis Donnelly   | Mark Jones                    | (Das Erste) |
| 56         | 19        | Entführung auf Arabisch               | Moving Targets            | 12. Feb. 1985        | 14. Jan. 1991                         | Dennis Donnelly   | Mark Jones                    | (RTLplus)   |
| 57         | 20        | Ritter der Landstraße                 | Knights Of The Road       | 26. Feb. 1985        | 24. Nov. 1987                         | Michael O’Herlihy | Burt Pearl Steven L. Sears    | (Das Erste) |
| 58         | 21        | Ausgeliefert                          | Waste ’em!                | 5. März 1985         | 21. Jan. 1991                         | Sidney Hayers     | Stephen Katz Mark Jones       | (RTLplus)   |
| 59         | 22        | Kopfgeldjäger                         | Bounty                    | 2. Apr. 1985         | 28. Jan. 1991                         | Michael O’Herlihy | Mark Jones Stephen Katz       | (RTLplus)   |
| 60         | 23        | Original oder Fälschung               | Beverly Hills Assault     | 9. Apr. 1985         | 8. Dez. 1987                          | Craig R. Baxley   | Paul Birnbaum                 | (Das Erste) |
| 61         | 24        | Wirb oder stirb                       | Trouble Brewing           | 7. Mai 1985          | 11. Feb. 1991                         | Michael O’Herlihy | Burt Pearl Steven L. Sears    | (RTLplus)   |
| 62         | 25        | Richtig ködern will gelernt sein      | Incident At Crystal Lake  | 14. Mai 1985         | 4. Feb. 1991                          | Tony Mordente     | Stephen J. Cannell Frank Lupo | (RTLplus)   |

## Staffel 4
Die vierte Staffel wurde vom 24. September 1985 bis zum 13. Mai 1986 auf dem US-amerikanischen Fernsehsender NBC ausgestrahlt. Die deutschsprachige Erstausstrahlung erfolgte bei RTLplus vom 18. Februar 1991 bis zum 29. Juli 1991.
| Nr. (ges.) | Nr. (St.) | Deutscher Titel                          | Originaltitel                              | Erstausstrahlung USA | Deutschsprachige Erstausstrahlung (D) | Regie             | Drehbuch                                               |
| ---------- | --------- | ---------------------------------------- | ------------------------------------------ | -------------------- | ------------------------------------- | ----------------- | ------------------------------------------------------ |
| 63         | 1         | Eine Seefahrt, die ist lustig (1)        | Judgement Day (1)                          | 24. Sep. 1985        | 18. Feb. 1991                         | David Hemmings    | Frank Lupo                                             |
| 64         | 2         | Eine Seefahrt, die ist lustig (2)        | Judgement Day (2)                          | 24. Sep. 1985        | 4. März 1991                          | David Hemmings    | Frank Lupo                                             |
| 65         | 3         | Wo ist das Monster, wenn man es braucht? | Where Is The Monster When You Need Him?    | 1. Okt. 1985         | 3. März 1991                          | Michael O’Herlihy | Stephen J. Cannell                                     |
| 66         | 4         | Mutter in Not                            | A Lease With An Option To Die              | 22. Okt. 1985        | 11. März 1991                         | David Hemmings    | Bill Nuss                                              |
| 67         | 5         | Der Pennbruder                           | The Road To Hope                           | 29. Okt. 1985        | 18. März 1991                         | David Hemmings    | Stephen J. Cannell                                     |
| 68         | 6         | Hinter Gittern                           | The Heart Of Rock N’ Roll                  | 5. Nov. 1985         | 24. März 1991                         | Tony Mordente     | Frank Lupo                                             |
| 69         | 7         | Das FBI ist immer dabei                  | Body Slam                                  | 12. Nov. 1985        | 25. März 1991                         | Craig R. Baxley   | Bill Nuss                                              |
| 70         | 8         | Blood, Sweat & Cheers                    | Blood, Sweat And Cheers                    | 19. Nov. 1985        | 1. Apr. 1991                          | Sidney Hayers     | Tom Blomquist                                          |
| 71         | 9         | Der rote Tod und seine Tochter           | Mind Games                                 | 26. Nov. 1985        | 8. Apr. 1991                          | Michael O’Herlihy | Stephen J. Cannell                                     |
| 72         | 10        | Die lieben Nachbarn                      | There Goes The Neighborhood                | 3. Dez. 1985         | 15. Apr. 1991                         | Dennis Donnelly   | Bill Nuss                                              |
| 73         | 11        | Diagnose: Größenwahn                     | The Doctor Is Out                          | 10. Dez. 1985        | 21. Apr. 1991                         | David Hemmings    | Richard Christian Matheson Thomas E. Szollosi          |
| 74         | 12        | Ein Bärendienst                          | Uncle Buckle-up                            | 17. Dez. 1985        | 22. Apr. 1991                         | Michael O’Herlihy | Danny Lee Cole                                         |
| 75         | 13        | Glücksrad                                | Wheel Of Fortune                           | 14. Jan. 1986        | 29. Apr. 1991                         | David Hemmings    | Bill Nuss                                              |
| 76         | 14        | Feinde unter sich                        | The A-team Is Coming, The A-team Is Coming | 21. Jan. 1986        | 6. Mai 1991                           | David Hemmings    | Steve Beers                                            |
| 77         | 15        | Nur für Mitglieder                       | Members Only                               | 28. Jan. 1986        | 12. Mai 1991                          | Tony Mordente     | Bill Nuss                                              |
| 78         | 16        | George, der Cowboy                       | Cowboy George                              | 11. Feb. 1986        | 13. Mai 1991                          | Tony Mordente     | Stephen J. Cannell                                     |
| 79         | 17        | Der Schein trügt                         | Waiting For Insane Wayne                   | 18. Feb. 1986        | 20. Mai 1991                          | Craig R. Baxley   | Stephen J. Cannell Frank Lupo                          |
| 80         | 18        | Hannibals rettender Plan                 | The Duke Of Whispering Pines               | 25. Feb. 1986        | 27. Mai 1991                          | Sidney Hayers     | Jayne C. Ehrlich                                       |
| 81         | 19        | Ein Jugendfreund in Nöten                | Beneath The Surface                        | 4. März 1986         | 30. Mai 1991                          | Michael O’Herlihy | Schauspiel: Danny Lee Cole Handlung: Lloyd J. Schwartz |
| 82         | 20        | Lederstrumpf reitet weiter               | Mission Of Peace                           | 11. März 1986        | 3. Juni 1991                          | Craig R. Baxley   | Steven L. Sears Burt Pearl                             |
| 83         | 21        | Ärger mit Harry                          | The Trouble With Harry                     | 25. März 1986        | 10. Juni 1991                         | David Hemmings    | Bill Nuss                                              |
| 84         | 22        | Der Boss ist gar nicht tot               | A Little Town With An Accent               | 6. Mai 1986          | 17. Juni 1991                         | Michael O’Herlihy | Richard Christian Matheson Thomas E. Szollosi          |
| 85         | 23        | Zurück in Vietnam                        | The Sound Of Thunder                       | 13. Mai 1986         | 29. Juli 1991                         | Michael O’Herlihy | Frank Lupo                                             |

## Staffel 5
Die fünfte Staffel wurde vom 26. September 1986 bis zum 8. März 1987 auf dem US-amerikanischen Fernsehsender NBC ausgestrahlt. Die deutschsprachige Erstausstrahlung erfolgte bei RTLplus zwischen dem 17. August 1990 und dem 8. November 1992.
| Nr. (ges.) | Nr. (St.) | Deutscher Titel          | Originaltitel            | Erstausstrahlung USA | Deutschsprachige Erstausstrahlung (D) | Regie               | Drehbuch                   |
| ---------- | --------- | ------------------------ | ------------------------ | -------------------- | ------------------------------------- | ------------------- | -------------------------- |
| 86         | 1         | Hoffnung in Barcelona    | Dishpan Man (1)          | 26. Sep. 1986        | 31. Aug. 1990                         | Tony Mordente       | Stephen J. Cannell         |
| 87         | 2         | Helden vor Gericht       | Trial By Fire (2)        | 3. Okt. 1986         | 7. Sep. 1990                          | Les Sheldon         | Tom Blomquist              |
| 88         | 3         | Man stirbt nicht zweimal | Firing Line (3)          | 10. Okt. 1986        | 14. Sep. 1990                         | Michael O’Herlihy   | Frank Lupo                 |
| 89         | 4         | Touch Down               | Quarterback Sneak        | 17. Okt. 1986        | 17. Sep. 1990                         | Craig R. Baxley     | Paul Birnbaum              |
| 90         | 5         | Es lebe die Revolution   | The Theory Of Revolution | 24. Okt. 1986        | 24. Sep. 1990                         | Sidney Hayers       | Burt Pearl Steven L. Sears |
| 91         | 6         | Codename Brown Fox       | The Say Uncle Affair     | 31. Okt. 1986        | 26. Aug. 1990                         | Michael O’Herlihy   | Terry D. Nelson            |
| 92         | 7         | B.A.’s goldener Schuss   | Alive At Five            | 7. Nov. 1986         | 8. Nov. 1992                          | Craig R. Baxley     | Bill Nuss                  |
| 93         | 8         | Glückstreffer            | Family Reunion           | 14. Nov. 1986        | 1. Okt. 1990                          | James Darren        | Steven L. Sears            |
| 94         | 9         | Countdown in Hong Kong   | Point Of No Return       | 18. Nov. 1986        | 8. Okt. 1990                          | Bob Bralver         | Burt Pearl                 |
| 95         | 10        | Unter Kannibalen         | The Crystal Skull        | 28. Nov. 1986        | 8. Juli 1991                          | Michael O’Herlihy   | Bill Nuss                  |
| 96         | 11        | Man liebt nur zweimal    | The Spy Who Mugged Me    | 12. Dez. 1986        | 17. Aug. 1990                         | Michael O’Herlihy   | Paul Bernbaum              |
| 97         | 12        | Landesverrat             | The Grey Team            | 30. Dez. 1986        | 15. Juli 1991                         | Michael O’Herlihy   | Tom Blomquist              |
| 98         | 13        | Mord à la carte          | Without Reservations     | 8. März 1987         | 24. Aug. 1990                         | John Peter Kousakis | Bill Nuss                  |